# La vita è meravigliosa (programma televisivo)
La vita è meravigliosa è un programma televisivo italiano di genere medicina, spin-off di Buongiorno benessere, in onda dal 2018 su Rai 1 con la conduzione di Vira Carbone. Le prime quattro edizioni sono andate in onda con una sola puntata, mentre per la quinta e la sesta edizione sono state prodotte quattro serate.

## Il programma
Al programma partecipano in qualità di ospiti dei personaggi illustri e massimi esperti nel settore cardiovascolare.
La trasmissione si focalizza nella promozione della relativa ricerca scientifica, sostenendo la campagna solidale "Fondazione Cuore Domani".

## Edizioni
| Edizione | Messa in onda     | Messa in onda     | Puntate | Telespettatori | Share  | Fonte   |
| Edizione | Inizio            | Fine              | Puntate | Telespettatori | Share  | Fonte   |
| -------- | ----------------- | ----------------- | ------- | -------------- | ------ | ------- |
| 1ª       | 16 settembre 2018 | 16 settembre 2018 | 1       | 1 383 000      | 11,60% | [ 2 ]   |
| 2ª       | 6 gennaio 2020    | 6 gennaio 2020    | 1       | 1 711 000      | 10,60% | [ 3 ]   |
| 3ª       | 19 giugno 2021    | 19 giugno 2021    | 1       | 787 000        | 13,90% | [ 4 ]   |
| 4ª       | 24 giugno 2023    | 24 giugno 2023    | 1       | 749 000        | 15,60% | [ 5 ]   |
| 5ª       | 13 gennaio 2024   | 3 febbraio 2024   | 4       | 665 000        | 9,10%  | [ N 1 ] |
| 6ª       | 23 novembre 2024  | 21 dicembre 2024  | 4       |                |        |         |